# 無法擁抱的你
《無法擁抱的你》（英語：I Cannot Hug You），2017年中國偶像劇，由搜狐視頻、正栩影視、童樂影視聯合出品，改編自massstar的韓國漫畫《언터처블unTOUCHable》。由張予曦、邢昭林、戴景耀、徐開騁、王若雪、辛瑞琪領銜主演，2017年11月20日於搜狐視頻播出。全劇大部分都是在中國取景拍攝，地點位於浙江省温州市。劇集分為兩季，第一季和第二季分別於2017年11月20日和2018年2月9日在搜狐視頻獨家首播。

## 劇情簡介
姜志浩(邢昭林飾)是一位重度潔癖症的小說作家，生活習慣規律而有秩序，不願和陌生人接觸，也不喜歡髒亂的東西。李詩雅(張予曦飾)是一位神秘血統擁有者，必須依靠和人類身體接觸來吸取能量才能生活。在遇見李詩雅後，姜志浩完美生活完全被李詩雅打亂。

## 演員列表

### 主要演员
| 演員                | 角色   | 介紹 | 登場季數 |
| 張予曦 幼年：张梓豫 | 李诗雅 | 身份：吸血鬼 職業：模特兒 李尚浩、崔瑶之女 李蓝汐之妹 李向陽之姐 辛巴無血緣關係之姐兼青梅竹馬兼暗戀對象 許清然之閨蜜兼藝人 與崔俊赫亦敵亦友 姜志浩之女友 第一季 於第1集因受不了父親的甚嚴監視，而離家出走，在路上撞到姜志浩，陰差陽錯地與姜志浩有皮膚接觸，並接觸到了從來沒有觸碰過的一種誘人的能量 於第2集為了能夠吸取姜志浩的能量，而向他表白 於第2集發現和趕走跟踪姜志浩的小燦，並擺脫了跟踪狂的頭銜 於第3集利用寄錯的童話書威脅姜志浩與其約會和封面拍攝 於第5集在姜志浩的酒後吐真言中得知姜志浩患有潔癖症的原因 於第6集成功找到姜志浩的母親 於第7集開始喜歡姜志浩 於第7集被神秘人迷暈並被其採取了少量血液，後來被姜志浩尋獲，並被其親吻 於第8集正式與姜志浩成為情侶 於第8集因為許清然的關係而成為恩艾爾公司化妝品的代言人 於第11集被一名男模特戲耍，後來崔俊赫替她解圍，與他道謝握手時發現他也是一名吸血鬼 於第11集與姜志浩被困在故障電梯之中並因多天沒有吸取能量而開始感覺眩暈，但是她擔心自己觸摸姜志浩會導致其昏迷，寧願自己餓暈也不要吸取其能量，後來陷入昏迷 於第12集從昏迷中甦醒並出院 於第14集與姜志浩一起去小時候姜志浩住過的地方遊玩，在小溪流賞玩溪水時，突然對眼前的景色有一種似曾相識的感覺，但是並沒有多想 於第14集被俞澤派人綁架，命懸一線 於第15集被姜志浩成功救出 於第16集拒絕辛巴的表白 第二季 | 第一季   |
| 邢昭林 幼年：贾涵煜 | 姜志浩 | 身份：人類 職業：小說作家 患有重度潔癖症 李藍汐之患者 辛巴之情敵 崔俊赫之旗下小說作家 李詩雅之男友 第一季 於第1集在路上被李詩雅撞到，陰差陽錯地與李詩雅有皮膚接觸，並誤會其是跟踪他的變態狂 於第2集被小燦跟踪，後被李詩雅趕走 於第3集為了拿回寄錯的童話書而答應與李詩雅約會和封面拍攝 於第5集因為金魚的死而喝醉酒，並把自己患有潔癖症的原因告訴李詩雅 於第6集與其母親相見並打開壓抑了二十多年的枷鎖 於第7集開始喜歡李詩雅 於第7集得知李詩雅失踪后，前往小島尋找李詩雅，找到其後因為按壓不到自己喜歡其的感情而親吻她 於第8集正式與李詩雅成為情侶 於第9集因為辛巴向他下戰書要追求李詩雅，所以他致電李詩雅希望盡快治愈自己的潔癖症 於第10集開始治療自己的潔癖症 於第11集為了克服心理障礙而相約崔俊赫到家中商談合作事宜 於第11集與李詩雅被困在故障電梯之中 於第14集與李詩雅一起去小時候自己住過的地方遊玩 於第15集成功救出李詩雅 第二季 | 第一季   |
| 戴景耀 幼年：沈子涵 | 辛巴   | 身份：吸血鬼 職業：明星 李尚浩、崔瑤之養子 李藍汐無血緣關係之弟 李詩雅無血緣關係之弟兼青梅竹馬 李向陽之無血緣關係之兄 尹時煥之好友 姜志浩之情敵 喜歡李詩雅 第一季 於第1集出場 於第5集為了李詩雅捨棄參加頒獎 於第9集向姜志浩下戰書要追求李詩雅 於第16集向李詩雅表白並被其拒絕 第二季 | 第一季   |
| 孙泽源              | 尹时焕 | 身份：人類 職業：明星 李詩雅、辛巴之好友 知道辛巴和李詩雅是吸血鬼 第一季 於第1集出場 於第3集被李詩雅吸取過量的能量而昏倒 於第8集被辛巴吸取過量的能量而昏倒 第二季 | 第一季   |

### 其他演員
| 演員   | 角色     | 介紹 | 登場季數 |
| 王若雪 | 李蓝汐   | 身份：吸血鬼 職業：吸血鬼家族保安官、神經精神科醫生 李尚浩、崔瑤之女 李詩雅、李向陽之姐 辛巴無血緣關係之姐 第一季 於第1集得知李詩雅要離家出走，並要上前阻止她，但是被母親崔瑤阻止，母親還吩咐她要照顧李詩雅 於第4集因為出現多起吸血鬼失踪的事件而發布黃色戒嚴令，警惕所有吸血鬼 於第10集幫姜志浩治療潔癖症 於第15集成功找到俞澤並準備逮捕他，但他卻開槍自殺 第二季 | 第一季   |
| 辛瑞琪 | 许清然   | 身份：人類 職業：經紀人 李詩雅之經紀人兼閨蜜 俞澤之學妹兼暗戀對象 第一季 於第1集出場 於第5集替李詩雅爭取代言人名額而來到恩艾爾公司，並與俞澤相遇 於第8集因為擔心失踪的李詩雅而哭到暈倒，被俞澤送回家中過夜 第二季 | 第一季   |
| 韩沐伯 | 俞泽     | 身份：半人半吸血鬼 職業：恩艾爾公司副總裁 人類與吸血鬼結合的孩子，僅僅只能活到三十歲 許清然之學長兼暗戀對象 崔俊秀之上司 第一季 於第2集派人綁架小燦，目的是為了得到吸血鬼檔案的登錄密碼 於第5集出場並與許清然相遇 於第8集把暈倒的許清然送回自己的家中過夜 於第8集因為許清然的關係，而暗中使勁讓李詩雅成為恩艾爾公司化妝品的代言人 於第13集親自去見被囚禁的吸血鬼小燦並告訴其自己是半人半吸血鬼 於第14集再次去見被囚禁的吸血鬼小燦，並被小燦告知李詩雅是有特殊基因的吸血鬼，便派人綁架李詩雅 於第15集不想一錯再錯而終止實驗並釋放所有吸血鬼 於第15集開槍自殺身亡 | 第一季   |
| 徐开骋 | 崔俊赫   | 身份：吸血鬼 職業：雜誌編輯 姜志浩之出版編輯 與李詩雅亦敵亦友 喜歡姜志浩的能量味道而不斷的靠近他 第一季 於第11集出場並與李詩雅爭奪姜志浩，並時常找機會與姜志浩見面 於第11集被姜志浩邀請到家中商談合作事宜 第二季 | 第一季   |
| 高俊杰 | 李向阳   | 身份：吸血鬼 李尚浩、崔瑤之子 李藍汐、李詩雅之弟 辛巴無血緣關係之弟 | 第一季   |
| 杜秀军 | 李尚浩   | 身份：吸血鬼 職業：馬場老闆 崔瑤之夫 李藍汐、李詩雅、李向陽之父 辛巴之養父 他僅僅允許自己的孩子們靠教別人騎馬來吸取維持生存的能量，然而對其女兒李詩雅打獵活動監視甚嚴，每次她打獵後都要求她寫一份詳細的報告 第一季 於第1集得知李詩雅離家出走後，揚言如果李詩雅要是敢回到馬場，他就要打斷李詩雅的腿 第二季 | 第一季   |
| 梅寒   | 崔瑶     | 身份：吸血鬼 李尚浩之妻 李藍汐、李詩雅、李向陽之母 辛巴之養母 第一季 於第1集得知李詩雅要離家出走，不但沒有阻止她還吩咐大女兒李藍汐照顧她 第二季 | 第一季   |
| 胡意旋 | 小灿     | 身份：吸血鬼 職業：吸血鬼檔案管理員 喜歡俞澤 第一季 於第2集為了能夠吸取姜志浩的能量而跟踪他，後被李詩雅趕走 於第2集得知李詩雅是特殊的吸血鬼 於第2集被俞澤派人綁架，並威脅她說出吸血鬼檔案的登錄密碼 於第13集欲殺囚禁自己的俞澤，但是俞澤卻並沒有做出反抗使她非常吃驚，就來得知其是半人半吸血鬼 於第14集告知俞澤李詩雅是特殊基因的吸血鬼后準備自殺，因為自己背叛了組織，但被俞澤阻止 於第16集被俞澤安排出國生活 | 第一季   |
| 张垚   | 陈晴     | 身份：人類 職業：模特兒 李詩雅之搭檔 第一季 於第7集在小島上與李詩雅搭檔拍攝，後來為了讓李詩雅失去代言人的資格，而不救被神秘人暗算的李詩雅 | 第一季   |
| 孙鹏   | 陈教授   | 身份：人類 職業：吸血鬼研究者 被俞澤聘請研究吸血鬼並製出能夠延續半人半吸血鬼生命的藥 第一季 於第15集因為俞澤終止實驗而不甘心，所以私自帶走李詩雅后被逮捕 | 第一季   |
| 曲灏濬 | 崔俊秀   | 身份：人類 職業：俞澤的助理 對俞澤忠心耿耿並幫助俞澤綁架吸血鬼 俞澤之下屬於第15集被俞澤吩咐釋放所有被囚禁吸血鬼和安排出國外或者給予重金安撫來解散恩艾爾公司的職員於第15集其主人俞澤放他自由並給一筆錢讓他安排以後的生活 | 第一季   |
| 宋玥   | 志浩父   | 身份：人類 志浩母之前夫 志浩繼母之夫 姜志浩之父 | 第一季   |
| 吴思丹 | 志浩母   | 身份：人類 職業：童話書作者 志浩父之前妻 姜志浩之母 | 第一季   |
| 闪苗苗 | 志浩继母 | 身份：人類 職業：模特兒 志浩父之妻 姜志浩之繼母 | 第一季   |
| 厲嘉琪 | 程美優   | 身份：人類 職業：雜誌編輯實習 第二季 第3集在選秀節目出場 | 第二季   |
| 凌岑   | 小童童   | 身份：人類 職業： 第二季 第5集在詩雅的記憶裡 | 第二季   |

## 網路劇歌曲
| 曲别         | 歌名           | 演唱者                      | 作词         | 作曲         |
| 片頭曲       | 勇敢愛         | 張木易、Miki Akama(張千巽） | 張木易       | 張木易       |
| 片尾曲       | 你讓我懂       | 汪蘇瀧                      | 汪蘇瀧       | 汪蘇瀧       |
| 插曲         | 我又想你了     | 陳信喆                      | 劉雨知       | 劉雨知       |
| 插曲         | 隨便你         | 張思源                      | 張思源       | 張思源，Mai  |
| 插曲         | 無法擁抱的戀人 | 和匯慧                      | 和匯慧，王梓 | 和匯慧，廖羽 |
| 插曲         | 守護者         | 廖羽                        | 和匯慧，王梓 | 和匯慧，廖羽 |
| 插曲         | one            | 林天愛                      | 林天愛       | LI HUA ZHANG |
| 插曲         | 房間           | 劉瑞琦                      | 劉瑞琦       | 劉瑞琦       |
| 第二季片尾曲 | 我以為         | 徐薇                        | 黃婷         | 品冠         |